# Битва при Кулкалбері
Битва при Кулкалбері

## Передісторія
1941 року після поразок італійців під Кереном та Амба-Алагі військові дії в Східній Африці перемістилися у напрямі регіону Амхара, де генерал Гульєльмо Насі організував оборону на головному підвищенні Ґондера та ряді навколишніх хребтів.
Головна точка оборони знаходилася на перевалі Кулкалбер — єдиному доступному маршруті для сил союзників до Ґондера. 6 серпня 1941 року Насі направив змішані сили для охорони перевалу — 2 роти італійських ветеранів (200 вояків) та одну роту заптіє (160 осіб) полковника Августо Уголіні та майора Альфредо Серранті. 670 чорносорочечників майора Альберто Кассолі і LXVII колоніальний батальйон, з 620 аскарі Карло Гарбієрі, двома артилерійськими батареями, і 43-ю бригадою (три старі гармати 77/28 мм та 40 італійських артилеристів) та 44-ту (дві гаубиці 70/15 мм й 34 еритрейські артилеристи); взвод інженерів з 88 вояків (65 італійців та 23 аскарі) та польовий госпіталь, з двома медиками й капеланом. 5 гармат були часів Першої світовоі війни, гаубиці — військові трофеї від австро-угорської армії. Також приєдналася невелика кількість аскарі з Дебре Табор. Коли цей гарнізон здався в липні 1941 року, деякі аскарі відмовилися від здачі і здійснили марш у напрямку до Кулкалбера. Один з них, мунтаз Унату Ендісьяу, був захоплений ефіопськими партизанами, втік, зазнав смертельного поранення під час перетину мінного поля і загинув після того, як прапор свого батальйону доставив до італійського гарнізону. Ендісьяу був одним із двох колоніальних солдатів, які нагороджені Золотою медаллю військової доблесті.
Італійські та колоніальні сили на проході Кулкалбер налічували близько 2100 вояків. Вторинний оплот — на перевалі Феркабер, поблизу озера Тана (5 рот і 600 чоловік), 1-ша артилерійська батарея (3 гаубиці і близько 30 італійських артилеристів), 6-та колоніальна кулеметна рота (130 аскарі) і взвод інженерів. Гарнізон Феркабера налічував 800 чоловік. Крім солдатів, близько 200 африканських жінок та дітей перебували на Кулкалбері та Феркабері.
Командування карабінерів вирішило закріпити свої війська на високому хребті, як на дорозі в Гондар з півночі, так і на Дессе — Дебре Табор. Наступними тижнями італійці укріпили свої позиції. Печери з декількома амбразурами були викопані в скелі хребта, щоб була можливість вести вогонь у всіх напрямках. Деякі трактори та самохідні агрегати були перетворені на імпровізовані бронетанкові машини, озброєні кулеметами Шварцлозе та кулеметами Фіат 35.

## Перебіг подій
З кінця серпня ефіопські нерегулярні сили почали засідки задля скорочення комунікацій і ліній постачання між Гондаром і Кулкалбером. 4 вересня деякі аскарі та чорносорочечники здійснили нічний напад на ефіопський табір, де захопили велику кількість зброї та набоїв. Британські сили відповіли обстрілом італійських позицій.
Протягом вересня сили, що йшли з півдня та готувались до нападу, розташувались вздовж річки Гуарно та на висоті Дангуріє. На той час оборонні лінії карабінерів були завершені, поповнення сил союзників в долину Гумера ізолював гарнізон Кулкалбера, тим самим почавши облогу. Спочатку англійські сили випробовували італійський оборонний периметр за допомогою патрульних дій, потім, з'ясувавши реакцію, вони просунулися на фланги, уникаючи бою та оточуючи Кулкалбер і Феркабер.
Оточення італійців на Кулкалберському перевалі було повним; їхні лінії поставок перетнуті, вони мусили нормувати продовольчі запаси. Нестача питної води становила найбільшу проблему; після того, як сили союзників забезпечили контроль над річками Гуарно і Гумера, які забезпечували воду італійцям, єдиним джерелом води для гарнізону стало невелике джерело. Карабінери кілька разів намагалися дістатися до річок, але ставали легкою мішенню для британського вогню. Невелику кількость води отримували розкладанням рушників по землі вночі — завдяки високій нічній вологості. Італійці з середини жовтня організували серію вилазок, спрямованих як на зменшення британського тиску на їх оборону, так і на захоплення зброї та продовольства.
Перша італійська вилазка відбувся 18 жовтня проти положення на висоті Амба-Маріам, за 15 км на північ від Кулкалбера, де осадники розмістили табори та логістику. Ці зусилля дозволили карабінерам, заптіє та 4-й роті колоніального батальйону LXVII (підпоручик Джованні Піната) нанести великі втрати та захопити значну кількість зброї, боєприпасів та продовольства. Потім карабінери та колоніальні підрозділи здійснили атаку і перемогли британців, які відійшли від Амба-Маріам. Полковник Уголіні наказав майору Серранті забезпечити захоплені позиції Амба-Маріам разом з людьми, які здійснили напад. Уголіні повів заптіє за відступаючими британцями, виштовхуючи їх за річку Гумера.
Британські сили розпочали потужну контратаку зі сходу; вояки Серранті чинили опір до повернення Уголіні, потім вони відступили від Амба-Маріам і повернулися до своїх рубежів, забравши поранених та трофеї — зброю, набої та їжу. 36 італійців та колоніальних вояків загинули та 31-го поранено в бою за Амба-Маріам, втрати союзників складали 150—200 чоловік. Операція тимчасово полегшила британський тиск на Кулкалбер та забезпечила італійців продуктами харчування.
Генерал Колін Фредерік Блекден нарощує сили в цьому районі, перекинувши кілька бронетанкових підрозділів, кілька тисяч британських солдатів і кілька тисяч з ефіопських нерегулярних формувань. Італійські позиції були обстріляні як літаками, так й артилерією, і союзники також розпочали дії психологічної війни, скидаючи листівки з вимогами здатися, відправляючи священиків-коптів, які також переконували здатися, а також посланців із такою ж місією, поки Серранті не погрожував стріляти по них.
Наземні атаки та повітряні удари посилилися з 21 жовтня. Союзники користувалися повним повітряним пануванням. Лише два Fiat CR.42 залишилися перед сотнею літаків Королівських та Південноафриканських ВПС, які безперервно бомбили і здійснювали удари по італійських позиціях. Один з двох CR.42, пілотованих підпоручиком Ільдебрандо Малавольтою, був обстріляний над Кулкалбером двома Gloster Gladiator та збитий лейтенантом Ланселотом Чарльзом Генрі Хоупом (3-й ескадрон SAAF) 24 жовтня. Було здійснено вилазку на північну оборону (у складі 3-ї роти чорношкірого батальйону CCXL та 2-го батальйону карабінерів); італійські лінії прогнулися в деяких точках, але були відновлені італійськими та колоніальними контратаками.
2 листопада бомбардування знищило італійську польову лікарню, вразивши і кладовище. Через три дні сильна атака союзників та сил Ефіопії на південну сторону укріплень була зупинена 1-ю карабінерською ротою за підтримки артилерії. В ніч з 12 листопада розпочався новий штурм, на цей раз після обстрілів, 13 листопада було розпочато серію штурмів. Битва часто перетворювалася в рукопашний бій, і італійські захисники відбили нерегулярні атаки уолло і кікуйю та суданських нерегулярних частин по напрямку до ущелин. Бій закінчився ввечері невдачею нападу союзників.
14 листопада напади союзників призупинилися, італійці скористалися цією перервою — для догляду за пораненими, поховання загиблих та їх першої гарячої страви за кілька днів. Протягом 15-19 листопада RAF і SAAF постійно бомбили італійські позиції, а сухопутні війська відновили атаки (18 листопада італійські зенітники заявили, що 9 літаків були збиті); британським військам вдалося захопити деякі позиції, які були відбиті карабінерами та заптіє в рукопашному бою.
З 18 листопада атаки на Кулкалбер та Феркабер були посилені. 20 листопада італійські позиції обстріляли 57 літаків, до штурму підготовлено близько 22 500 вояків, їх підтримували бронетанкові частини. З опівночі 3 батальйони африканських стрільців (25-та Східноафриканська бригада), кілька кулеметних рот, 6 артилерійських батарей, суданська рота та близько 6500 ефіопських партизанів — загалом 13 000 чоловік під орудою бригадного генерал Джеймса рушили на італійців. З півдня рушили 9500 чоловік підполковника Коллінза — 2 південноафриканські батальйони, сили із Золотого берега — артилерійська батарея з 6 гарматами, південноафриканська батарея, кілька кулеметних рот і близько 3500 ефіопів з нерегулярних формувань. Італійський гарнізон після втрат зменшився до 1500—1600 солдатів та офіцерів, які ще могли тримати зброю.
Напад розпочався вночі 21 листопада — атакувала з трьох боків піхота, підтримувана танками (включаючи легкі танки Mk III Південноафриканського легкого бронетанкового загону), артилерійським вогнем та повітряними ударами. Карабінери воювали багнетами та ручними гранатами; коли вони закінчилися, обидва батальйони були знищені — як і африканський батальйон майора Кассолі. Три італійські командири батальйонів — Гарб'єрі, Серранті та Кассолі — загинули в боях.

## Наслідки
Бої закінчилися ввечері 21 листопада 1941 року захопленням Кулкалдера. Гондар впав менше ніж через тиждень. Так припинився останній організований опір італійських регулярних підрозділів у Східній Африці. З 2900 вояків гарнізонів Кулкалбера і Феркарбера загинуло 513 італійців і 490 аскарі, поранено 404 та 400 відповідно. Близько 100 із 200 дружин та дітей аскарі загинули. Всі вцілілі, в тому числі Уголіні, потрапили до полону. Втрати Співдружності та Ефіопії невстановлені.
Корпус карабінерів був нагороджений Золотою медаллю військової доблесті.